# CM Punk
Phillip Jack Brooks (* 26. Oktober 1978 in Chicago, Illinois), besser bekannt unter seinem Ringnamen CM Punk, ist ein US-amerikanischer Wrestler, der derzeit bei WWE unter Vertrag steht. Er gewann mehrfach einen World Champion Titel bei verschiedenen Verbänden, darunter fünf Mal bei WWE. 2014 überwarf er sich mit WWE, verließ das Unternehmen und legte eine über siebenjährige Pause vom Wrestling ein. Im August 2021 gab er sein Comeback bei All Elite Wrestling (AEW), wo er zwei Mal die AEW World Championship gewann. Im August 2023 wurde er nach mehreren Konflikten bei AEW entlassen. Im November 2023 kehrte er zu WWE zurück.

## Wrestling-Karriere

### Anfänge
Phil Brooks war bereits seit seiner Kindheit vom Wrestling fasziniert. Nachdem er gesehen hatte, wie Roddy Piper eine Kokosnuss auf dem Kopf von Jimmy Snuka zerschlug, wollte er unbedingt auch Wrestler werden. Ende der 1990er Jahre begann Brooks mit dem Backyard Wrestling und bildete das Team Chick Magnets zusammen mit CM Venom. Seine Anfänge im Pro-Wrestling machte Brooks bei verschiedenen Independent Promotions (z. B. IWA Mid-South, NWA Mid American Wrestling oder International Wrestling Cartel). Bei der IWA Mid-South bestritt er eine Fehde gegen Colt Cabana und Chris Hero. Punk machte 2003 sein Debüt für NWA: Total Nonstop Action Wrestling. Ärger gab es mit ihm, als er sich Anfang 2004 vor einem Café nahe dem TNA Asylum in Nashville, Tennessee mit Teddy Hart (einem Neffen von Bret Hart) nach einer verbalen Auseinandersetzung prügelte. CM Punk drohte die Entlassung durch die TNA-Offiziellen, der er durch freiwilligen Rückzug entging, nachdem TNA als Konsequenz auf den Feinstein-Skandal ihren Wrestlern untersagt hatte, bei Ring of Honor anzutreten. Brooks entschied sich zugunsten Ring of Honors.

### Ring of Honor Wrestling (2002–2006)

#### The Second City Saints und Aufstieg in den Main Event (2002–2004)

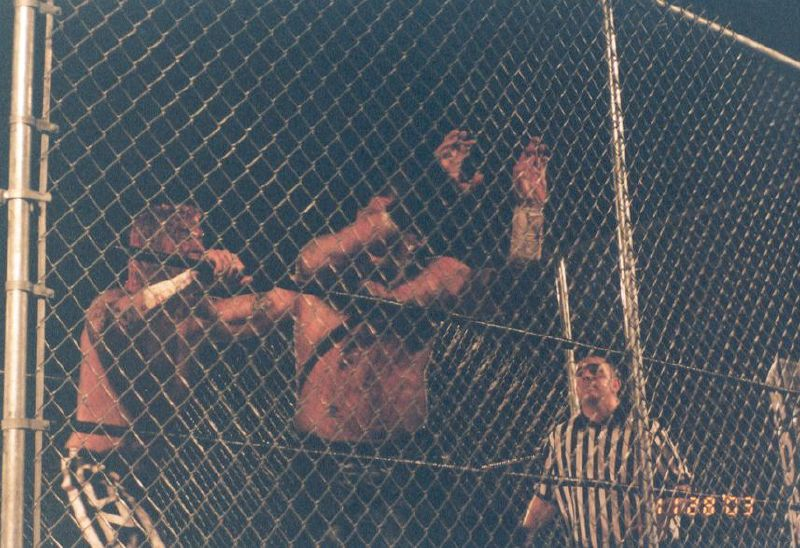
Punk (links) gegen Raven (rechts) in einem Steel-Cage-Match bei The Conclusion im November 2003

Punks Matches mit Colt Cabana führten zu einer Verpflichtung durch Ring of Honor (ROH). CM Punk gab sein Ringdebüt für ROH bei All Star Extravaganza am 9. November 2002 in einem Gauntlet-Match mit fünf Teilnehmern, das Bryan Danielson gewann. Zunächst kam Punk als Face zu ROH und trat gegen Cabana bei Night of the Butcher und Final Battle auf aber wurde zum Heel in einer Fehde gegen Raven. Bei Night of Champions traten Punk und sein Trainer Ace Steel in einem Tag Team Match gegen Raven und Cabana an, wobei Cabana sich gegen Raven wandte und Punk und Steel das Match gewannen. Daraufhin bildeten Punk, Steel und Cabana ein Trio namens The Second City Saints. Die Fehde zwischen Punk und Raven endete bei The Conclusion im November 2003, als Punk Raven in einem Steel-Cage-Match besiegte. Ende 2003 wurde Punk als erster Cheftrainer der Ring of Honor Wrestling Schule verpflichtet, nachdem er zuvor als Trainer für die Steel Domain und Primetime Wrestling gearbeitet hatte.

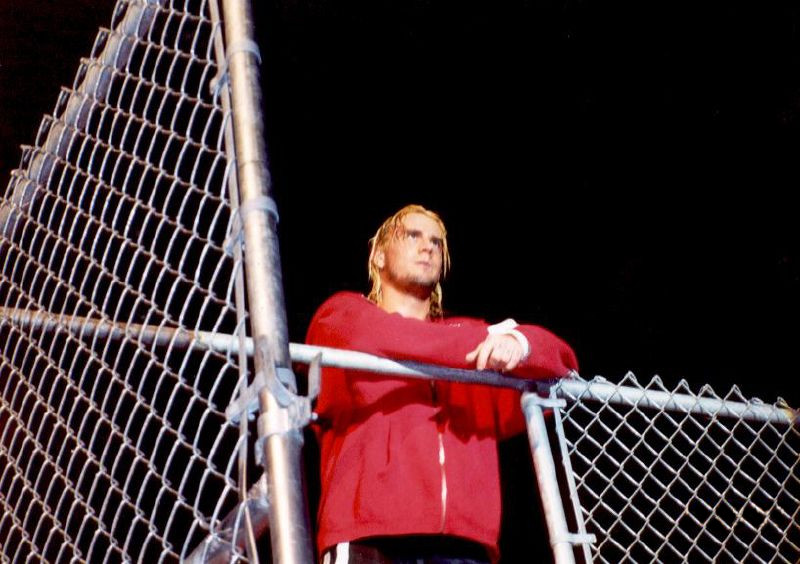
CM Punk bei Ring of Honor (2003)

Nach dem Ende der Rivalität mit Raven traten The Second City Saints als Faces auf und begannen eine Fehde gegen The Prophecy (Christopher Daniels, B.J. Whitmer und Dan Maff). The Second City Saints verdächtigten The Prophecy Punks Freundin Lucy Fer angegriffen zu haben. Whitmer stellte sich als der Angreifer heraus, was dazu führte, dass beide Stables bei The Battle Lines Are Drawn in einem Six-Man-Tag-Team-Match antraten, das in einem No Contest endete. Das Match endete damit, dass Punk Daniels mit einem Pepsi Plunge vom obersten Seil durch einen Tisch beförderte, was Daniels’ Abschied von ROH bedeutete. Zu dieser Zeit begann Punk in den ROH Rängen aufzusteigen, unter anderem wurde er Zweiter bei der Second Anniversary Show während des Turniers zur Krönung des ersten ROH Pure Champions, wo er im Finale gegen AJ Styles verlor. Bei Reborn: Stage Two besiegten Punk und Cabana die Briscoe Brothers und gewannen ihre erste ROH Tag Team Championship. Bei Round Robin Challenge III verloren die Second City Saints die Tag Team Championship an B.J. Whitmer und Dan Maff in einer Round Robin Challenge, besiegten aber später in der Nacht die Briscoe Brothers und gewannen ihre zweite Tag Team Championship. Bei Generation Next verteidigten The Second City Saints ihren Titel erneut gegen The Prophecy, diesmal mit Erfolg. Sie hielten die Titel den ganzen Sommer über, bis sie sie schließlich bei Testing The Limit an die Havana Pitbulls verloren.
Im Sommer 2004 trat Punk gegen den ROH World Champion Samoa Joe in einem Three-Match-Series an. Am 12. Juni bei World Title Classic endete das erste Match mit einem 60-Minuten-Time-Limit als Unentschieden, da weder Punk noch Joe den anderen innerhalb der 60 Minuten pinnen oder zur Aufgabe bringen konnten. Am 16. Oktober kam es bei Joe vs. Punk II zu einem zweiten 60-minütigen Unentschieden. Joe vs. Punk II wurde zu Ring of Honor's bestverkaufter DVD. Joe beendete die Serie, indem er Punk im dritten und letzten Match am 4. Dezember bei All-Star Extravaganza 2 besiegte, bei dem es eine No-Time-Limit-Stipulation gab.

#### The Summer of Punk und ROH World Champion (2005–2006)
Nach einem Try-Out-Match am 9. Mai 2005, das am 15. Mai ausgestrahlt wurde, bei dem Punk bei WWE Sunday Night Heat gegen Val Venis verlor, unterzeichnete Punk im Juni einen Vertrag bei World Wrestling Entertainment (WWE). Obwohl er den Deal annahm, durfte er am 18. Juni 2005 bei Death before Dishonor III den ROH World Championship von Austin Aries gewinnen. Nach dem Titelgewinn turnte Brooks gegen die Fans und legte somit den Grundstein für eine Storyline, in der er drohte, die ROH World Championship mit zur WWE zu nehmen. Wochenlang verhöhnte Punk das ROH-Roster und die ROH-Fans, indem er sich über den Titel, den er besaß, lustig machte und sogar seinen WWE-Vertrag darauf unterschrieb. Während der Storyline, die von ROH als „Summer of Punk“ bezeichnet wurde, trat Mick Foley mehrmals bei ROH auf und versuchte Punk davon zu überzeugen, das Richtige zu tun und den Titel zu verteidigen, bevor er ROH verlässt. Am 12. August verlor Punk die ROH World Championship gegen James Gibson in einem Four Corner Elimination Match, an dem auch Samoa Joe und Christopher Daniels teilnahmen. Punks vorerst letztes Match bei ROH fand bei Punk: The Final Chapter am 13. August gegen seinen langjährigen Freund Colt Cabana in einem 2-Out-3-Falls-Match statt, das er verlor. Am gleichen Abend verabschiedete sich Punk bei von ROH und den Fans, was in einem sehr emotionalen Moment endete.
Punk hatte einen einmaligen Auftritt bei der ROH Show Unscripted II am 11. Februar 2006, als die ursprüngliche Card aufgrund des Ausstiegs von Low Ki bei ROH und den Abzug des Rosters durch TNA in der Woche zuvor abgesagt werden musste. Beim Main-Event schloss sich Punk mit Bryan Danielson zusammen, um Adam Pearce und Jimmy Rave in einem Tag Team Match zu besiegen. Aufgrund seiner Zusammenarbeit mit der Promotion wurde Punk im Jahr 2022 in die ROH Hall of Fame aufgenommen.

### World Wrestling Entertainment (2006–2014)

#### Ohio Valley Wrestling und ECW Champion (2006–2008)
Brooks wurde zuerst bei der WWE-Ausbildungsliga Ohio Valley Wrestling eingesetzt. Dort durfte er zusammen mit Seth Skyfire die Southern Tag Team Titel sowie den OVW Television und den OVW Heavyweight Titel erringen.
Am 24. Juni 2006 debütierte Brooks bei der ECW. Anschließend fehdete er gegen Mike Knox. Es folgte eine Fehde mit Johnny Nitro, in der Brooks schließlich den ECW-Titel gewinnen durfte. Am 21. Januar 2008 musste Brooks seinen Titel an Chavo Guerrero abgeben.

#### Mr. Money in the Bank und World Heavyweight Champion (2008–2009)

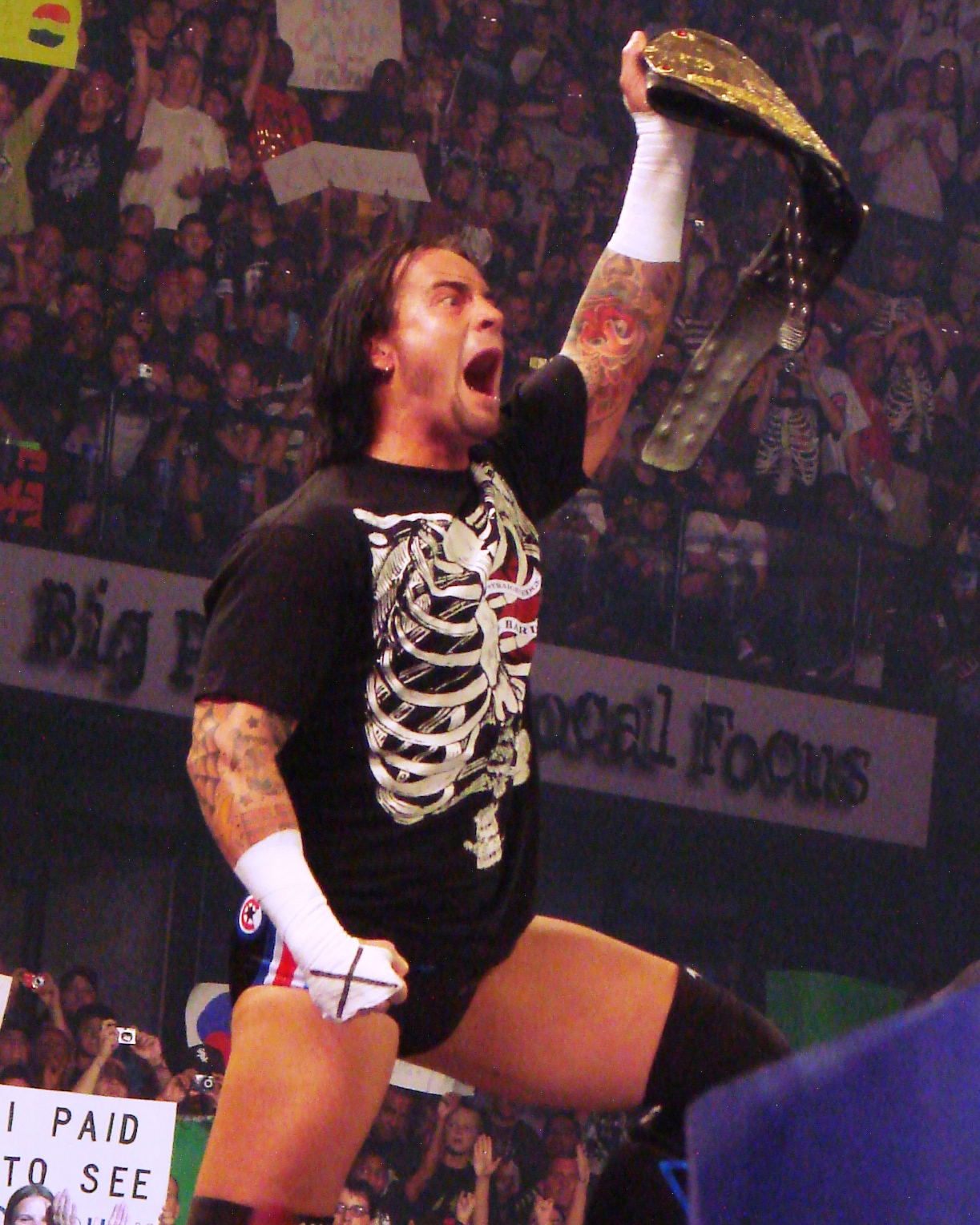
World Heavyweight Champion CM Punk bei Raw (2008)

Bei WrestleMania 24 durfte er schließlich das Money in the Bank Ladder-Match für sich entscheiden. Am 23. Juni 2008 ließ man Brooks im Zuge des WWE Drafts zur Montagssendung RAW wechseln. Am 30. Juni 2008 durfte er die World Heavyweight Championship von Edge gewinnen. Am 7. September des Jahres wurde Brooks bei der Großveranstaltung Unforgiven laut Storyline verletzt und sein Titel für vakant erklärt. Brooks fehdete anschließend mit Kofi Kingston als Partner gegen Ted DiBiase und Cody Rhodes, die Träger der World Tag Team Championship, und durfte am 27. Oktober 2008 von diesen den Titel gewinnen. Am 13. Dezember mussten sie die Titel an John Morrison und The Miz wieder abgeben. Am 19. Januar 2009 erhielt er den WWE Intercontinental Titel gegen William Regal, bis er ihn am 9. März des Jahres wieder an JBL abgeben musste. Bei WrestleMania 25 durfte er erneut das Money in the Bank Ladder-Match gewinnen. Brooks hält den Rekord für den schnellsten WWE Triple Crown-Gewinn aller Zeiten. Er durfte die drei wichtigsten Titel (den World Heavyweight, den WWE Intercontinental und den World Tag Team Title (mit Kofi Kingston)) innerhalb von 204 Tagen gewinnen.
Anschließend wurde er im Rahmen des Drafts am 13. April 2009 zum SmackDown-Brand verschoben. Bei der Großveranstaltung Extreme Rules (7. Juni 2009) durfte er gegen Jeff Hardy den World Heavyweight Champion-Titel gewinnen. Bei der Großveranstaltung Night of Champions am 26. Juli 2009 unterlag er Jeff Hardy und gab den Titel wieder ab. Brooks durfte diesen aber beim SummerSlam 2009 erneut erhalten. Bei der Großveranstaltung Hell in a Cell 2009 musste er seinen Titel an den Undertaker abgeben.

#### The Straight Edge Society und Anführer von The New Nexus (2009–2011)
Zu Beginn des Jahres 2010 fehdete Brooks gegen Rey Mysterio. Bei der Großveranstaltung Over the Limit am 24. Mai 2010 verlor er ein Match gegen diesen, bei dem einerseits seine Haare, andererseits Rey Mysterios Maske auf dem Spiel standen. Er musste sich anschließend die Haare abschneiden lassen und gründete in der Folge das sektenähnliche Stable „Straight Edge Society“ (in Anlehnung an seinen tatsächlichen Lebensstil), welchem u. a. Luke Gallows und Serena Deeb angehörten. Mit der Entlassung Gallows' und Deebs wurde das Stable aufgelöst.
Seit Oktober 2010 war Brooks wieder Teil des RAW-Rosters. Wegen einer Verletzung, die er sich im Match gegen Evan Bourne zugezogen hatte, war er seit dem 22. November Teil des Kommentatoren-Teams von RAW. Nach der Verletzungspause begann er eine kurze Fehde mit John Cena. Am 27. Dezember 2010 wurde Brooks als Anführer des Stables Nexus präsentiert. Daraufhin fehdete er mit Nexus gegen John Cena und Randy Orton.

#### The Summer of Punk II und WWE Champion (2011–2013)

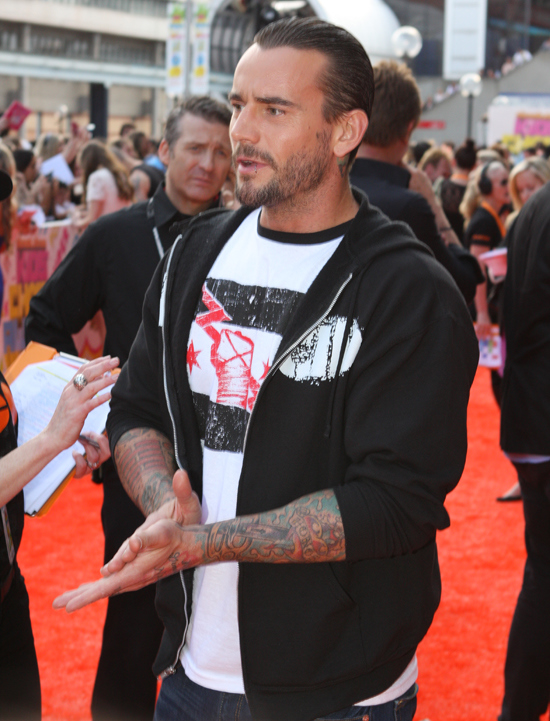
CM Punk (2011)

Am 17. Juli 2011 gewann Brooks bei der Großveranstaltung Money In The Bank vor heimischen Publikum in Chicago die WWE Championship von John Cena, wobei er als der eigentliche Heel von den Fans frenetisch gefeiert und Cena massiv ausgebuht wurde. Kurz zuvor gab Punk bei RAW vom 27. Juni 2011 in Las Vegas, Nevada eine Worked Shoot Promo, also ein dem Anschein nach offenes und zuvor nicht abgesprochenes Interviewsegment, in dem er unter anderem Cena, WWE-Besitzer Vince McMahon, dessen Tochter Stephanie sowie Triple H massiv beleidigte und dabei auf reale Begebenheiten einging. Nachdem er später erklärte, dass das Mikrofon in der Hand jedes anderen einfach nur ein Mikrofon, in seiner Hand aber eine Rohrbombe sei, wurde diese Promo später als „Pipebomb“ (engl. Rohrbombe) bekannt. Nach dem Titelgewinn verließ er wie angekündigt mitsamt dem Titelgürtel die WWE, da sein bisheriger Vertrag laut Storyline nach Money In The Bank ausgelaufen war. Tatsächlich hatte Brooks wenige Tage zuvor einen neuen, deutlich lukrativeren Vertrag bei WWE unterschrieben.
Am 25. Juli 2011 kehrte Brooks als Babyface mitsamt der WWE Championship wieder in die WWE zurück, nachdem er einige Tage zuvor Triple H auf einer Pressekonferenz unangekündigt unterbrochen hatte. Da John Cena zwischenzeitlich die zuvor für vakant erklärte WWE Championship in einem Turnier von Rey Mysterio gewonnen hatte, gab WWE COO Triple H bei SmackDown tags darauf bekannt, dass es nun zwei legitime WWE-Champions gäbe. Beim SummerSlam gewann Brooks das Vereinigungsmatch gegen John Cena, musste den Titel aber am gleichen Abend an Alberto Del Rio wieder abgeben, der seinen Money in the Bank-Koffer einlöste. Am 20. November 2011 erhielt Brooks den Titel von Del Rio bei der Großveranstaltung Survivor Series zurück. Ähnlich wie bei Ring of Honor, wurde dieser Storyline-Verlauf als Summer of Punk bezeichnet.
Es folgten Fehden gegen Chris Jericho, Daniel Bryan, Kane und John Cena, der seinen Money In The Bank-Vertrag einlöste, es aber nicht schaffte, Brooks bei der Jubiläumsshow RAW 1000 zu besiegen. Damit ist er der erste WWE-Superstar, der einen Money In The Bank-Titleshot erfolgreich abwehren konnte. Vom 3. September 2012 bis zum 14. Juli 2013 fungierte Paul Heyman als Brooks’ Manager. Anschließend folgte eine Fehde gegen Ryback. Brooks erhielt in den USA große mediale Aufmerksamkeit, als er bei der RAW-Show vom 8. Oktober 2012 in ein Handgemenge mit einem Fan verwickelt war. Brooks war aufgrund eines Segmentes, wie es bei WWE häufiger üblich ist, ins Publikum gerannt und wartete dort auf das Ende des Show-Segments. Dabei wurde er von einem Fan, der sich hinter einem anderen versteckte, an den Hinterkopf geschlagen. Phil reagierte auf den Angriff, drehte sich um und schlug den hinter ihm stehenden Fan, den er fälschlicherweise für den Angreifer hielt, mit einem Schlag ins Gesicht nieder. Dabei zerbrach er auch dessen Brille. Nachträglich wurde der mangelnde Einsatz der Security bemängelt, allerdings auch das Verhalten des Fans, der noch mit dem Angriff im Internet prahlte. Der Fan, den Brooks fälschlicherweise erwischte, hat keine Anklage gegen ihn erhoben.
Beim Royal Rumble am 27. Januar 2013 verlor er seinen Titel nach einer Regentschaft von 434 Tagen an The Rock. Obwohl dies die mit Abstand längste Regentschaft seit 25 Jahren war, stand Brooks während dieser Zeit nur selten im Mainevent (also dem Hauptkampf des Abends). Meist wurden seine Matches in der Mitte der Card platziert, während der Mainevent von John Cena, Randy Orton oder Triple H eingenommen wurde. Dieser Umstand wurde von vielen Fans kritisiert, da man Brooks nur „die zweite Geige spielen lasse“ und damit diese historisch lange Regentschaft des wichtigsten Titels der WWE entwerte.

#### Letzte Fehden und Rücktritt (2013–2014)

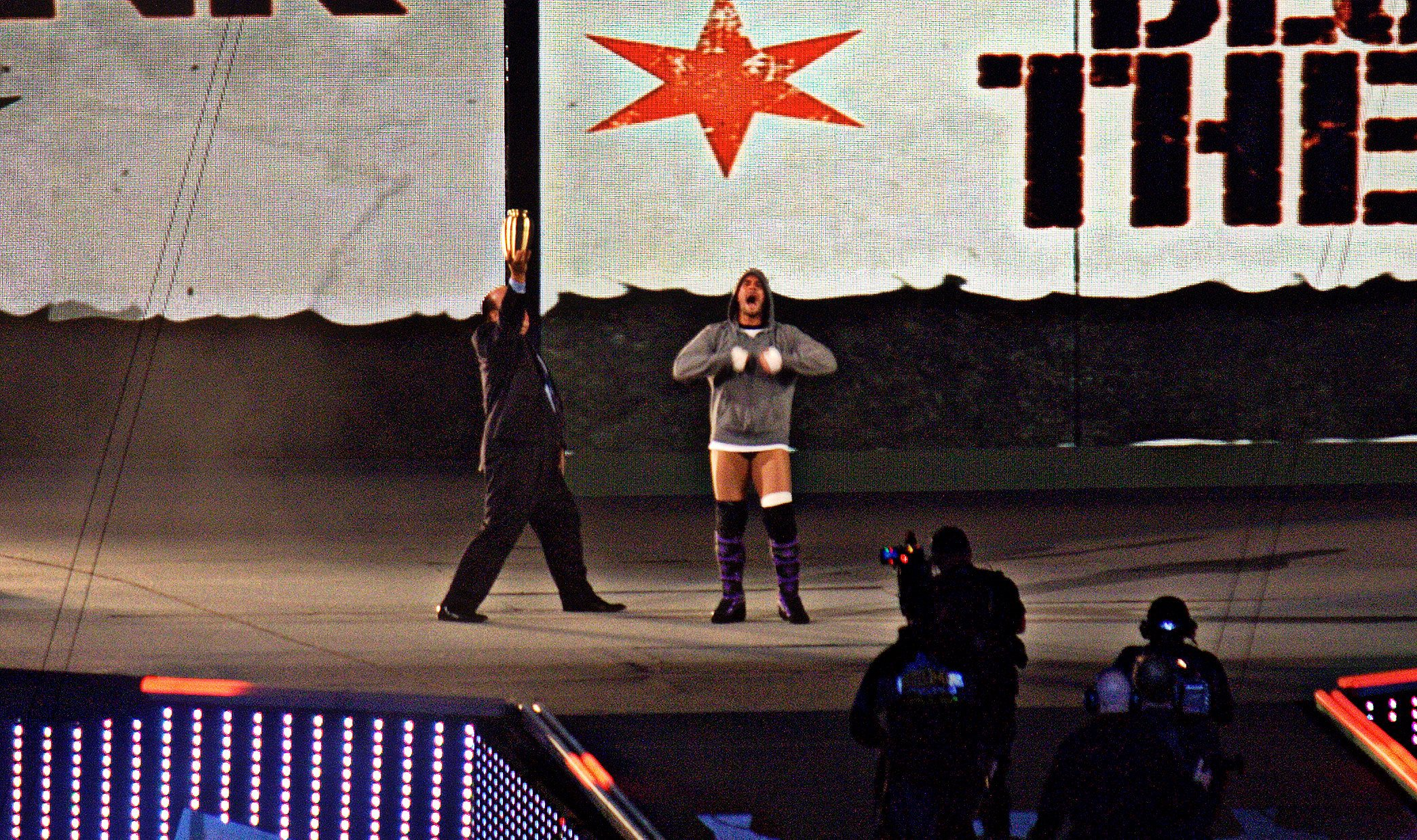
CM Punk mit Paul Heyman vor seinem Match mit The Undertaker bei WrestleMania 29.

Bei WrestleMania 29 unterlag CM Punk dem Undertaker im Match des Abends. Nach Wrestlemania 29 pausierte Brooks verletzungsbedingt. Am 16. Juni 2013 beendete er diese Pause mit einem Match gegen Chris Jericho bei der Großveranstaltung Payback.
Danach fehdete Punk zusammen mit Daniel Bryan gegen die Wyatt Family und gegen die Gruppierung The Shield. Seinen letzten Auftritt für die WWE hatte er beim Royal Rumble im Januar 2014, danach verließ er die WWE.
Am 26. Januar 2014 hatte Brooks seinen letzten Auftritt beim Royal Rumble 2014. Am Tag nach dem Royal Rumble, als Brooks bei Raw backstage anwesend war, verließ er genervt die Arena und legte bei den kommenden SmackDown-Tapings eine No Show hin. Daraufhin wurde er für 60 Tage suspendiert. Nachdem es lange Gerüchte um seinen Verbleib im Unternehmen gab, wurde er am 13. Juni 2014 entlassen.

### Auftritte nach seinem Rücktritt
Brooks erklärte über die Jahre immer wieder, dass er kein Interesse mehr hat, aktiv zum Pro Wrestling zurückzukehren. Am 12. November 2019 hatte er aber einen überraschenden Auftritt in der Fox Sports 1 Fernsehsendung WWE Backstage. Anschließend trat er dem Programm als Special Contributor und Analyst bei. Jedoch stand Brooks direkt bei Fox und nicht bei WWE unter Vertrag.

### All Elite Wrestling (2021–2023)

#### Fehde mit MJF und AEW World Champion (2021–2022)

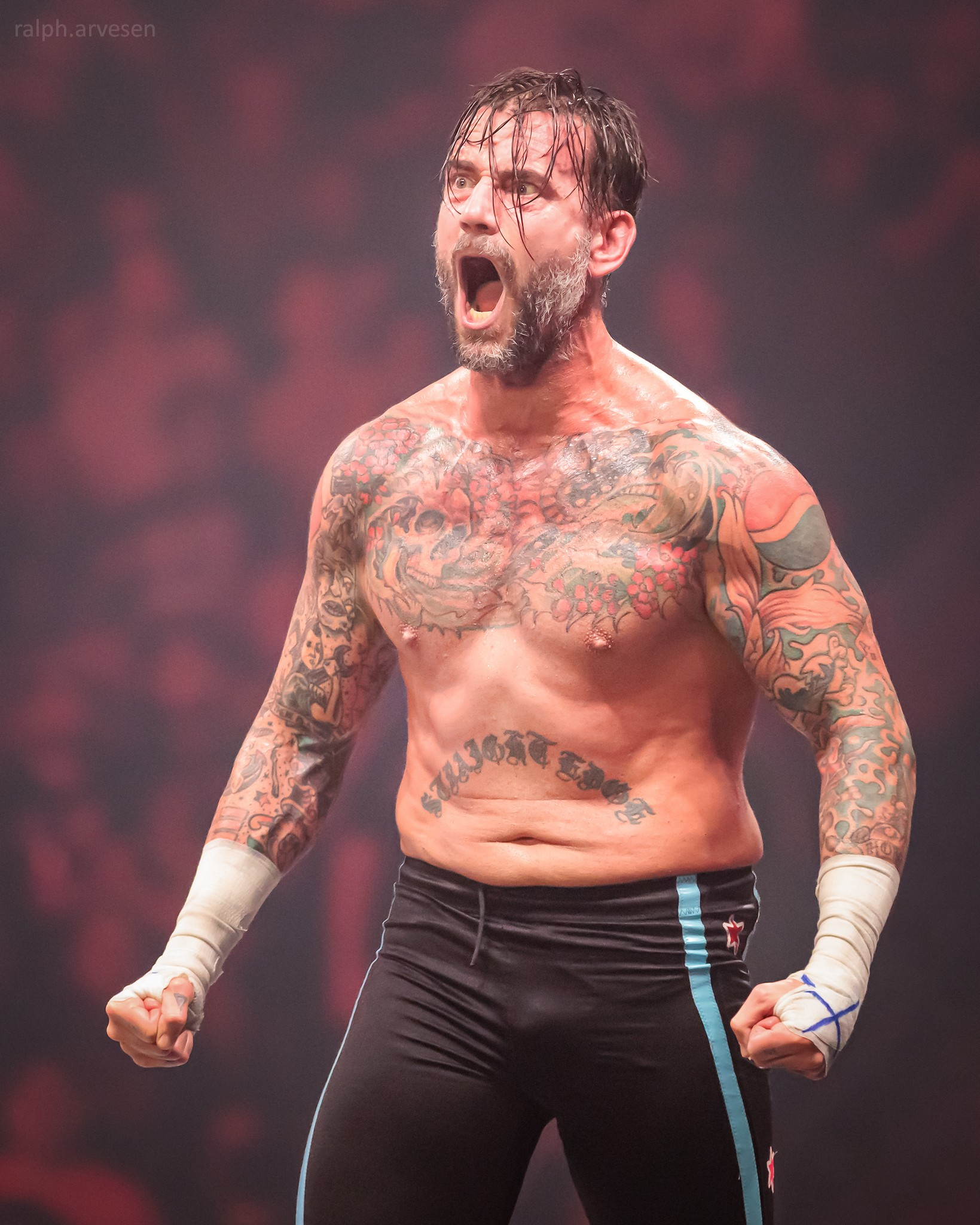
CM Punk bei AEW Dynamite (2022)

Nachdem sich schon im Vorfeld immer mehr Gerüchte im Internet verbreiteten, Brooks hätte einen Vertrag bei All Elite Wrestling unterschrieben, debütierte er am 20. August 2021 nach sieben Jahren Pause vom Professional Wrestling unter großem Jubel des Publikums in seiner Heimatstadt Chicago bei AEW Rampage unter seinem Ringnamen CM Punk. Sein erstes Match hatte er zwei Wochen später beim PPV All Out am 5. September 2021 gegen Darby Allin. Es folgte eine monatelange Fehde gegen Maxwell Jacob Friedman (MJF), der als Kind Fan von CM Punk gewesen war und nun sein ehemaliges Idol herausforderte. Im Laufe der Fehde stellten sowohl Punk als auch MJF ihre Fähigkeiten am Mikrophon (Micwork) unter Beweis und lieferten sich mehrere intensive Promo-Segmente. Im Februar 2022 fügte MJF Punk die erste Niederlage bei AEW zu. Bei AEW Revolution am 6. März 2022 gewann Punk das finale Match der Fehde gegen MJF.
Am 29. Mai 2022 gewann er bei AEW Double or Nothing die AEW World Championship von „Hangman“ Adam Page. Den Titel musste er jedoch 5 Tage später am 3. Juni 2022 aufgrund einer Verletzung ruhend legen, blieb aber Champion. Es wurde eine Interim-Championship geschaffen, die Jon Moxley bei AEW x NJPW: Forbidden Door am 26. Juni gewann. CM Punk kehrte am 10. August zurück. Am 24. August bei AEW Dynamite kam zum Match zwischen ihm und Jon Moxley, wo beide Titel vereinigt wurden. Moxley besiegte Punk in nur drei Minuten, nachdem er den laut Storyline immer noch angeschlagenen Fuß von Punk bearbeitete. Bei All Out am 4. September kam es zum Rückkampf, den Punk gewann und erneut AEW World Champion wurde.

#### Eklat nach All Out im September 2022
Im Anschluss an All Out kam es zu einem Eklat. In Anwesenheit von AEW Eigentümer Tony Khan äußerte sich CM Punk in der Pressekonferenz in heftigem und derben Tonfall abwertend über Colt Cabana (Scott Colton), die AEW Executive Vice Presidents Nick und Matt Jackson (The Young Bucks) und Kenny Omega (zu dritt bekannt als The Elite), sowie Adam Page, den er als „fucking dumbfuck“ beschimpfte. Hintergrund war der Jahre zuvor ausgetragene Konflikt zwischen Punk und Colt Cabana, der in einem Rechtsstreit endete (siehe unten). Cabana, ebenfalls bei AEW unter Vertrag, wurde 2022 nach Punks Ankunft aus dem Hauptprogramm geschrieben und in die Schwesterliga ROH verschoben. Adam Page, ein Vertrauter Cabanas, hätte CM Punk für die Versetzung verantwortlich gemacht, zudem hätten Page, die Young Bucks und Omega Gerüchte gestreut und Unwahrheiten verbreitet, so die Vorwürfe von Punk. Im Anschluss an die Pressekonferenz soll es Backstage zu einer Prügelei zwischen Punk, seinem Trainer Ace Steel und den Young Bucks und Omega gekommen sein. In Fan-Kreisen wurde darüber spekuliert, ob es sich um einen realen Konflikt oder einen Worked Shoot handle. Journalisten, darunter Dave Meltzer und Bryan Alvarez, berichteten einen Tag später, dass es sich nicht um einen Work handle. Bei der folgenden Dynamite Ausgabe am 7. September erklärte Tony Khan die World Championship für vakant. Ebenfalls wurde den Young Bucks und Omega die AEW World Trios Championship aberkannt, die sie als The Elite bei All Out gewonnen hatten. Weitere Details gab AEW nicht bekannt. CM Punk tauchte in den AEW Shows nicht mehr auf, ebenso wie Omega und die Young Bucks. Berichten von Dave Meltzer zufolge verletzte sich Punk zudem bei All Out folgenschwer am Arm. The Elite kehrte zweieinhalb Monate später bei Full Gear am 19. November zurück. Zu diesem Zeitpunkt hatte sich immer noch kein Beteiligter, noch AEW konkret über den Vorfall geäußert.

#### Weitere Kontroverse in London und Entlassung (2023)

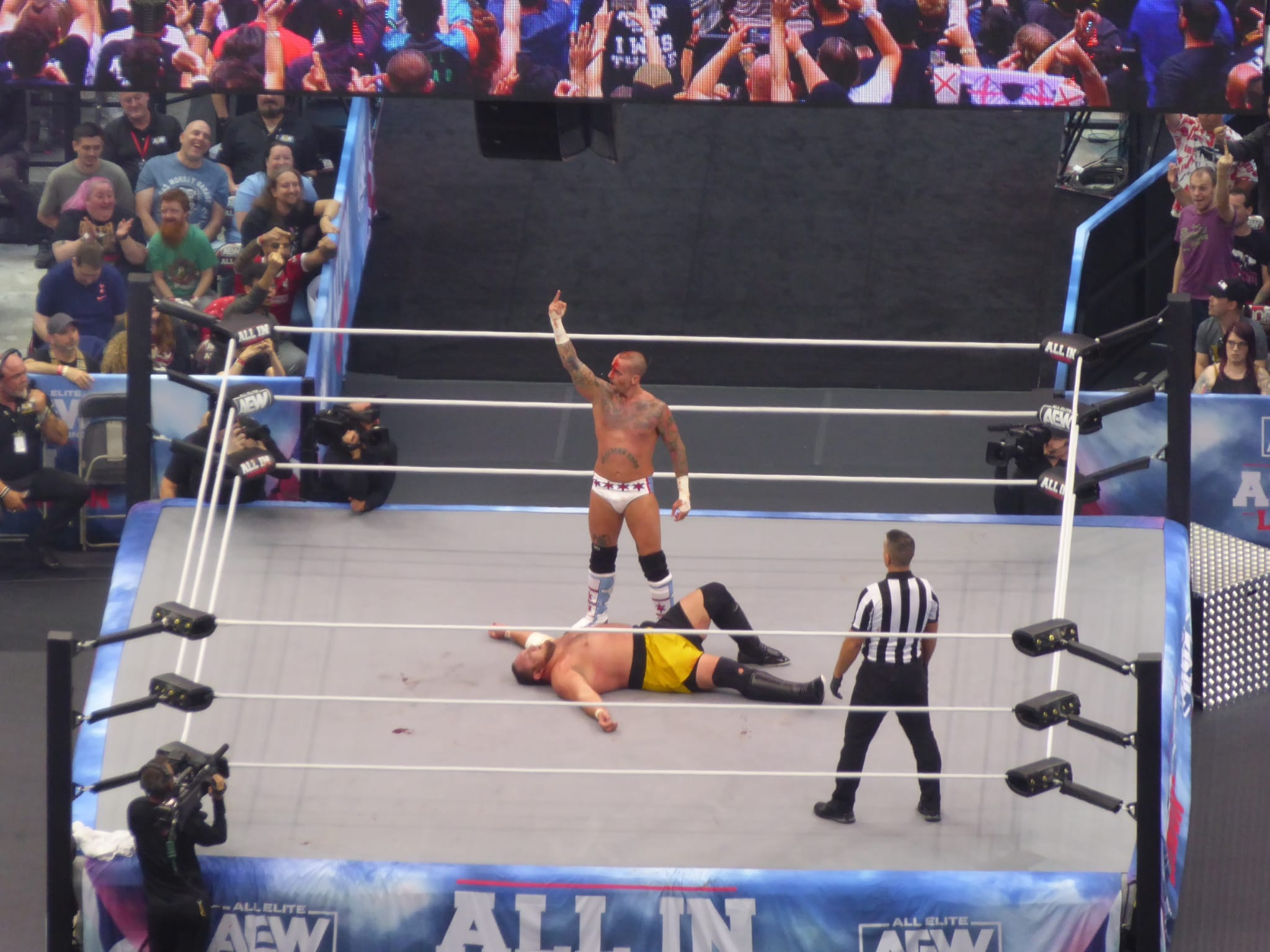
Punk in seinem letzten Match für AEW gegen Samoa Joe (2023)

Am 1. Juni 2023 kündigte Tony Khan die AEW-Rückkehr von Punk für die erste Ausgabe der neuen Show AEW Collision am 17. Juni 2023 in Chicago an. Wenige Tage vor der Show gab Punk ESPN ein Interview, in dem er sich für den Eklat entschuldigte, jedoch die Verantwortung nicht alleine bei sich sah. Eine Kontaktaufnahme mit Omega und den Young Bucks sei per Anwaltsschreiben zurückgewiesen worden. Bei Collision besiegte er in einem Trios Match zusammen mit FTR (Dax Harwood und Cash Wheeler) Samoa Joe, Jay White und Juice Robinson.
Beim PPV All In am 27. August 2023 im Wembley-Stadion in London besiegte er Samoa Joe. Backstage kam es zu einer handgreiflichen Auseinandersetzung zwischen Punk und Jack Perry. Punk soll auch mit Tony Khan und Mitgliedern des Produktionsteams aneinandergeraten sein. AEW gab daraufhin am 2. September die Entlassung von Punk bekannt. Tony Khan sagte, er habe Angst um seine Sicherheit und sein Leben gehabt. („Never in all this time have I ever felt until last Sunday that my security, my safety, my life was in danger at a wrestling show.“) Punk zu feuern wäre eine sehr schwere Entscheidung gewesen, er müsse jedoch seine Mitarbeiter schützen, so Khan. Als Mitgrund der Entlassung nannten mehrere Beobachter, dass der Konflikt zwischen Punk und The Elite auch nach Punks Rückkehr nicht gelöst werden konnte und laufend für Unruhe gesorgt habe. Im April 2024 zeigte AEW Videomaterial einer Überwachungskamera ohne Tonspur vom Vorfall zwischen Punk und Perry. Punk sprach kurz mit Perry, schlug auf ihn ein und würgte ihn. Die beiden wurden nach wenigen Sekunden getrennt. Die Veröffentlichung wurde als Reaktion auf ein Interview von Punk gedeutet, in dem der mittlerweile wieder bei WWE unter Vertrag stehende Punk kurz zuvor über den Fall gesprochen hatte. Die Veröffentlichung des Videomaterials durch AEW stieß vielfach auf Kritik und wurde etwa als „Schlammschlacht“ bezeichnet. Innerhalb der AEW gab es infolge der Video-Veröffentlichung einen Angle, bei dem der zurückkehrende Jack Perry Heel turnte und sich The Elite anschloss.

### Rückkehr zu WWE (seit 2023)

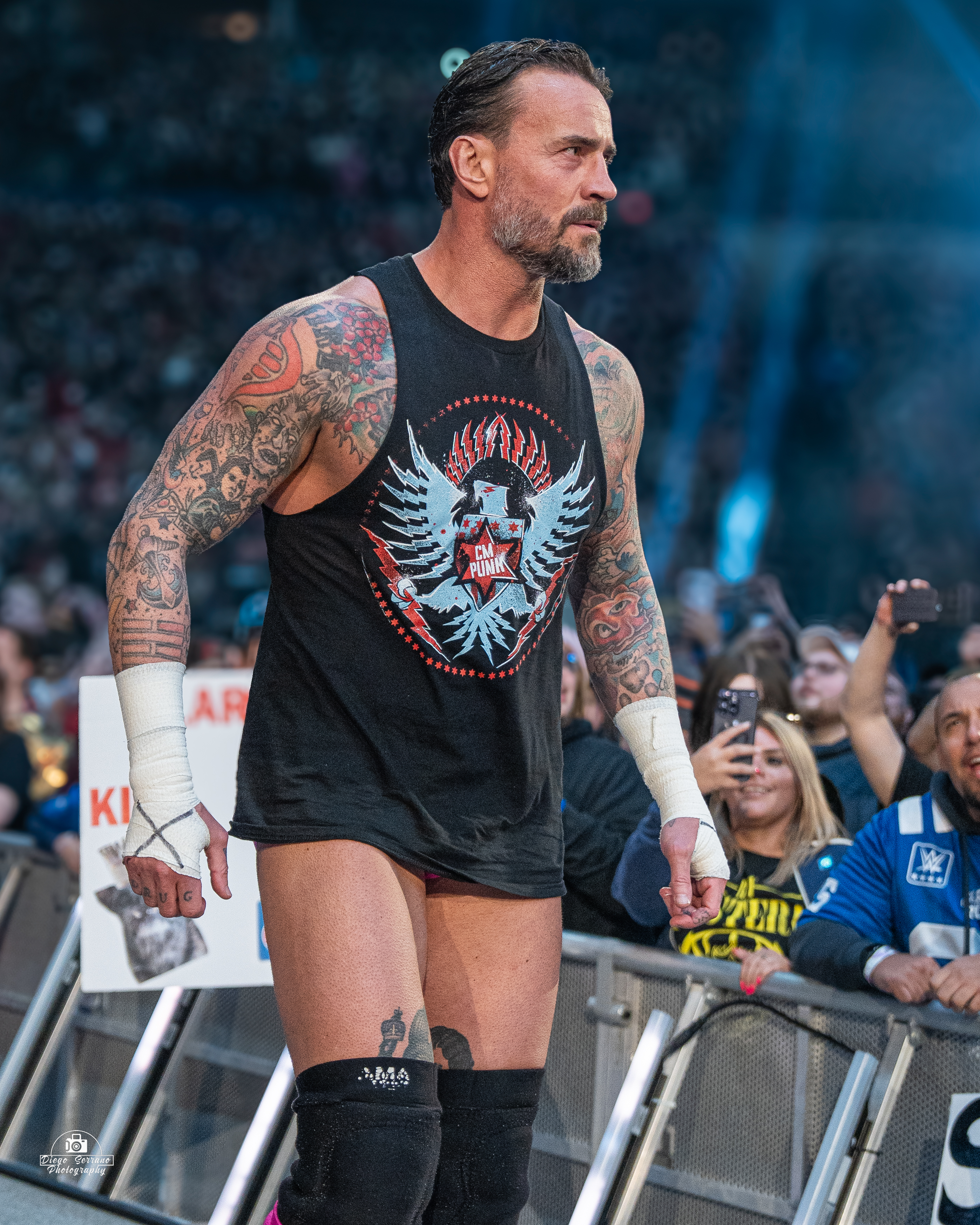
CM Punk beim Royal Rumble 2025

Nach dem Main-Event von Survivor Series am 25. November 2023 in Chicago kehrte Punk (als Face) zu WWE zurück. Dies war sein erster Auftritt bei WWE seit 2014. Beim Royal Rumble Match 2024 wurde er als vorletzter verbleibender Teilnehmer von Sieger Cody Rhodes eliminiert. Punk verletzte sich beim Rumble folgenschwer. Er musste sein Antreten bei WrestleMania XL im April absagen, wo ein World-Title-Match gegen Seth Rollins geplant gewesen sein soll. Die Verletzung im Rumble-Match wurde ihm von Drew McIntyre zugefügt. Daraus entstand ein Angle, demzufolge McIntyre Punk absichtlich verletzt hätte, um Wrestlemania „zu retten“. Es folgte eine intensive Fehde, bei der Punk McIntyre mehrfach den Titel kostete. Bei WrestleMania fungierte Punk als Co-Kommentator beim Match zwischen McIntyre und Champion Seth Rollins um die World Heavyweight Championship, das McIntyre gewann. Im Anschluss provozierte McIntyre Punk, der ihn daraufhin attackierte. Damian Priest stürmte zum Ring, löste seinen Money in the Bank Koffer ein und entthronte McIntyre nach fünf Minuten Regentschaft. Am 15. Juni bei Cash at the Castle in McIntyres Heimatland Schottland griff Punk als Referee in McIntyres Re-Match gegen Priest ein. Bei Money in the Bank am 6. Juli gewann McIntyre den Koffer, löste ihn am selben Abend ein und wurde dabei erneut von Punk attackiert, womit der Cash-In fehlschlug. Beim SummerSlam am 3. August stieg Punk erstmals seit dem Royal Rumble wieder in den Ring und es kam zur ersten Konfrontation mit McIntyre. Seth Rollins fungierte bei dem Match als Special Referee. Punk verlor, nachdem er Rollins attackiert hatte, was McIntyre zum Sieg verhalf. Beim Bash in Berlin siegte Punk in einem Strap-Match. Den vorläufigen Abschluss dieser Fehde bildete ein vielgelobtes Hell in a Cell-Match bei Bad Blood. Das Match erhielt eine fünf Sterne Bewertung von Dave Meltzer. Die Leser des Wrestling Observers wählten Punk vs. McIntyre zur Fehde des Jahres.
Bei den Wargames im Zuge der Survivor Series 2024 nahm er an der Seite der Original Bloodline als „Söldner“ teil. Beim Royal Rumble 2025 wurde er von Logan Paul eliminiert. In der Raw-Ausgabe vom 3. Februar 2025 qualifizierte sich Punk schließlich für das Elimination Chamber Match, in dem er Sami Zayn besiegte. Beim Chamber wurde Punk schließlich von Cena eliminiert, nach dem er von dem bereits eliminierten Seth Rollins einen Stomp kassierte.
Im Anschluss begann er eine Storyline mit Roman Reigns, Seth Rollins und dem Manager Paul Heyman, die in einem Three Way Match bei WrestleMania 41 enden sollte. Damit erfüllte sich auch Punks Traum, endlich einmal im Mainevent von WrestleMania zu stehen. Heyman, zu diesem Zeitpunkt seit Jahren Manager von Reigns, war einst Mentor und Manager von Punk, die beiden sind auch hinter den Kulissen eng befreundet. Die Story wurde rund um die Frage aufgebaut, auf welche Seite seiner beiden Schützlinge sich Heyman schlagen würde, der bei WrestleMania als Punks Ringbegleitung auftrat, was er Punk schuldig war, nachdem dieser bei Survivor Series der Bloodline geholfen hatte. Heyman turnte bei WrestleMania gegen Punk und Reigns und entpuppte sich als Rollins neuer Manager. In der RAW-Ausgabe nach WrestleMania wurden sowohl Punk als auch Reigns von Rollins und seinem neuen Verbündeten Bron Breakker ausgeschaltet. 
Bei Night of Champions am 28. Juni 2025 trat er in Riad gegen John Cena an, verlor jedoch. Bei Summerslam am 2. August 202 bekam er erneut die Möglichkeit, um einen Titel zu kämpfen, dieses Mal gegen Gunther um den WWE World Heavyweight Championship. Zwar konnte er das Match gewinnen, doch löste Seth Rollins seinen Money in the Bank-Contract ein und nahm Punk den Titel wieder ab. Damit stellte dieser mit 5 Minuten und 10 Sekunden einen neuen Rekord für die kürzeste Regentschaft auf.

## MMA Karriere

### Ultimate Fighting Championship (2015–2018)
Brooks gab am 6. Dezember 2014 während einer Liveshow der Ultimate Fighting Championship (UFC 181) bekannt, ab 2015 für UFC anzutreten. Er bestritt seinen ersten Kampf in der UFC am 10. September 2016 und verlor diesen gegen Mickey Gall in der ersten Runde nach 2:14 Minuten durch Aufgabe.
Auch seinen zweiten Kampf gegen Mike „The Truth“ Jackson verlor er am 9. Juni 2018 bei UFC 225 vor heimischem Publikum in Chicago per Unanimous Decision. Der Kampf löste schon im Vorfeld Diskussionen aus, da viele MMA-Fighter, Experten und Fans seine Position in der Maincard aufgrund seiner Fähigkeiten und dem Mangel an Erfahrung kritisierten. Dies wurde während des Kampfes nur noch verstärkt, als Jackson Brooks dominierte, aber seine zahlreichen Chancen, diesen durch Knockout zu besiegen, nicht nutzte und ihn vorführte. So gerieten beide in die Kritik und UFC-Präsident Dana White kündigte nach dem Kampf an, dass beide keine Zukunft bei UFC zu erwarten haben. Am 7. Juli 2021, über drei Jahre nach dem Kampf, wurde bekannt, dass die Entscheidung im Oktober 2018 in ein No Contest umgewandelt wurde, nachdem Jackson positiv auf Tetrahydrocannabinol getestet wurde.

## Rechtsstreit mit WWE und Scott Colton (Colt Cabana)
Am 26. November 2014 war CM Punk zu Gast beim Wrestling-Podcast „The Art of Wrestling“ von Scott Colton (Colt Cabana), wo er knapp ein halbes Jahr nach seinem Zerwürfnis mit der WWE seine Version der Geschehnisse erzählte. Dabei kritisierte er vor allem Vince McMahon, Triple H, Ryback, den WWE-Arzt Dr. Chris Amann und die Zustände bei der WWE. Punk fühlte sich von der WWE schlecht behandelt. Er erklärte, dass viele Gerüchte über seinen Weggang zwar wahr seien, der vorrangigste Grund jedoch sein Gesundheitszustand gewesen sei. Der Podcast schlug hohe Wellen in der Wrestling-Community und war Thema in zahlreichen Medien. Der WWE-Arzt Dr. Chris Amann verklagte Punk und Colton aufgrund der Äußerungen im Podcast auf eine Million US-Dollar, da er sich durch Punks Aussagen verunglimpft fühlte. Gestützt wurde er dabei von der Rechtsabteilung der WWE. Jedoch verlor Amann vor einem Chicagoer Gericht am 5. Juni 2018. Am 10. August 2018 wurde bekannt, dass Colton CM Punk auf eine Million US-Dollar verklagen wird, da Punk die von ihm zugesprochene finanzielle Hilfe zur Bewältigung seiner Anwaltskosten nicht leisten will. Die Klage wurde am 10. Dezember 2018 vom Gericht aus Mangel an Beweisen abgewiesen, worauf Colton eine neue Klage auf 1,2 Millionen US-Dollar einreichte.

## Privatleben
Sein „Straight Edge“-Gimmick entspricht seinem tatsächlichen Lebensstil. Brooks trinkt keinen Alkohol und ist abstinent von Zigaretten und Drogen. Früh in seiner Wrestlingkarriere brach er sich die Schädeldecke an und lehnte wegen seiner Straight-Edge-Einstellung selbst da ab, sich mit Schmerzmitteln behandeln zu lassen. Er war seit seiner Kindheit von diesem Lebensstil so beeindruckt, dass er mit 19 Jahren seine eigene Band, „Dark Moonside“, gründete. Diese vertritt ebenso den Straight-Edge-Lifestyle. Er trägt ein Pepsi-Tattoo auf dem linken Oberarm mit der Begründung: „I like Pepsi“. Auf seinen Fingern (Daumen ausgenommen) steht zu einem: DRUG und auf der anderen FREE, welches seine Straight-Edge-Einstellung weiter bestätigen soll, da sein Vater alkoholkrank ist.
Brooks hat zwei Schwestern und einen Bruder, der unter dem Namen Mike Broox auftritt. Brooks hatte bereits Beziehungen mit mehreren Kolleginnen. So war er schon mit den TNA-Wrestlerinnen Tracy Brooks & Daffney Unger sowie den ehemaligen WWE-Wrestlerinnen Maria Kanellis, Lita und Beth Phoenix liiert. Am 13. Juni 2014 heiratete er die ehemalige WWE-Wrestlerin AJ Lee. Brooks hat im Frühjahr 2012 seine Ernährung umgestellt. Entgegen seiner früheren Behauptung er sei vegan stellte er kurze Zeit später gegenüber der Chicago Sports Tribune klar, dass er Fisch noch essen würde. Er ist also ein Pescetarier, der auf sonstige tierische Produkte weitestgehend verzichtet.
Über die Bedeutung der Abkürzung „CM“ in Brooks' Künstlernamen gab er selbst über die Jahre hinweg immer wieder verschiedenste Erklärungen ab. So stünde das Kürzel für „Chicago Made“, „Charles Manson“, „C. Montgomery (Burns)“ oder „Cookie Monster“ (Krümelmonster). Im Mai 2018 sagte Brooks jedoch während der Gerichtsverhandlung der Klage gegen ihn und Colton unter Eid aus, dass das Kürzel ursprünglich für „Chick Magnet“ (Chick = eng. Küken, ugs. für Frau) stehen würde. Hintergrund war das Chick Magnets-Tag Team.

## Titel und Auszeichnungen

### Titel
- All Elite Wrestling
  - 2× AEW World Champion

- Independent Wrestling Association Mid-South
  - 5× IWA Mid-South Heavyweight Champion
  - 2× IWA Mid-South Light Heavyweight Champion

- International Wrestling Cartel
  - 1× IWC World Heavyweight Champion

- Mid-American Wrestling
  - 1× MAW Heavyweight Champion

- NWA Cyberspace
  - 1× NWA Cyberspace Tag Team Championship mit Julio DiNero

- Ohio Valley Wrestling
  - 1× OVW Heavyweight Champion
  - 1× OVW Southern Tag Team Champion mit Seth Skyfire
  - 1× OVW Television Champion

- Revolution Championship Wrestling
  - 1× RCW Champion

- Ring of Honor
  - 1× ROH World Champion
  - 2× ROH Tag Team Champion mit Colt Cabana

- St. Paul Championship Wrestling
  - 2× SPCW Northern States Light Heavyweight Champion

- World Wrestling Entertainment
  - 1× ECW Champion[1]
  - 1× World Heavyweight Champion
  - 3× World Heavyweight Champion[1] (Originalversion)
  - 1× World Tag Team Champion[1] mit Kofi Kingston
  - 2× WWE Champion[1]
  - 1× WWE Intercontinental Champion[1]

### Auszeichnungen
- Pro Wrestling Illustrated
  - 2012: Platz 1 der Top 500 Wrestler im PWI 500

- World Wrestling Entertainment
  - 2008, 2009: 2× Money in the Bank Sieger

## MMA-Statistik
| Ergebnis   | Profi-Rekord | Gegner                   | Datum              | Veranstaltung | Methode | Runde | Zeit |
| ---------- | ------------ | ------------------------ | ------------------ | ------------- | --- | ----- | ---- |
| Niederlage | 0–1          | Mickey Gall              | 10. September 2016 | UFC 203       | Aufgabe (Rear Naked Choke)                                                                                   | 1     | 2:14 |
| No Contest | 0–1-1        | Mike „The Truth“ Jackson | 9. Juni 2018       | UFC 225       | Jackson hatte den Kampf gewonnen, die Entscheidung wurde aber wegen eines positiven Drogentests umgewandelt. | 3     | 3:00 |